# Kinderfreibad

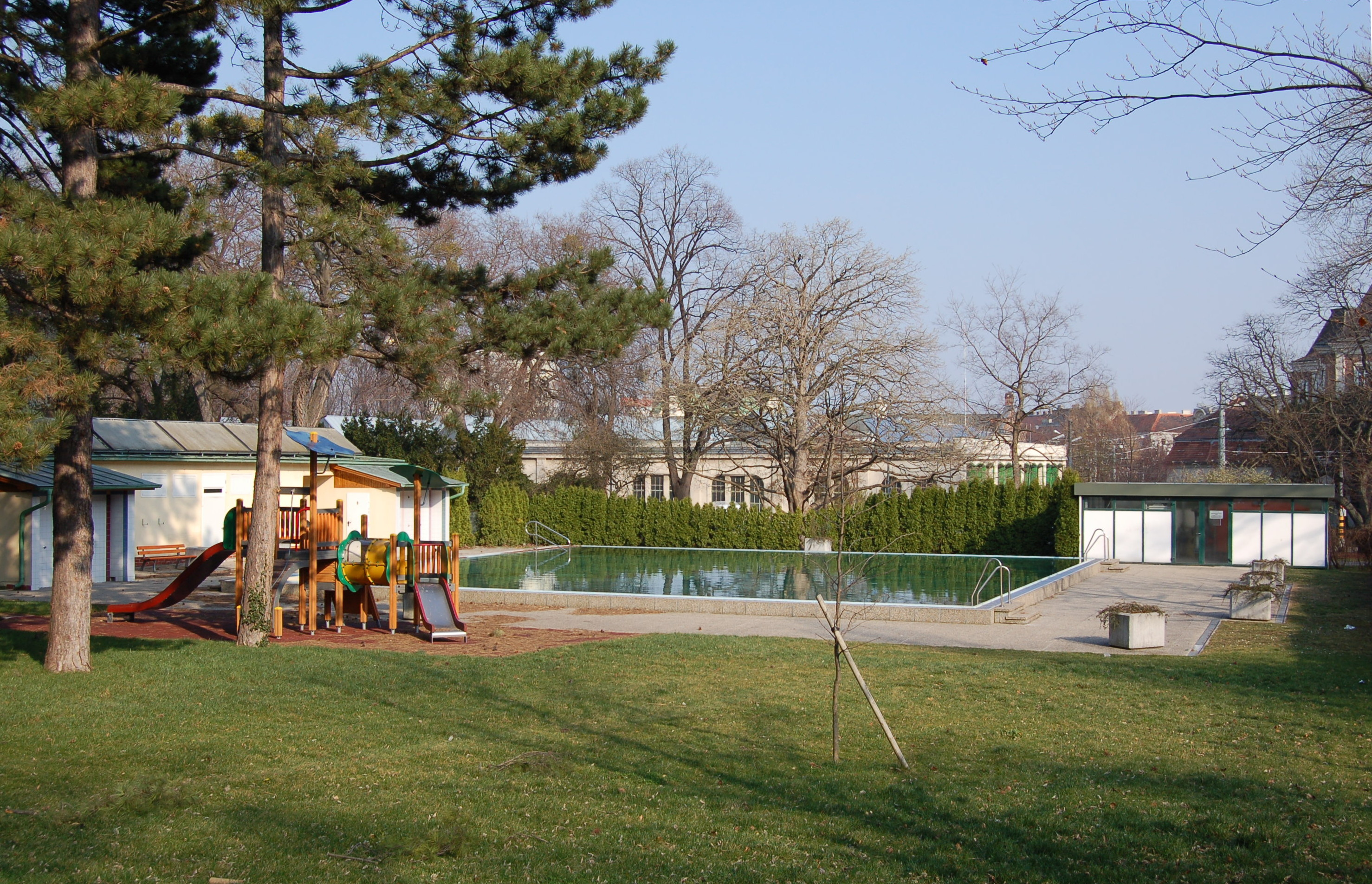
Kinderfreibad Währing im Währingerpark

Die Kinderfreibäder der Stadt Wien entstanden in der Zeit des „Roten Wien“ auf eine Initiative von Julius Tandler. Sie wurden in Parkanlagen im Stadtgebiet angelegt und waren ursprünglich zur Vorbeugung gegen Lungenkrankheiten und Rachitis gedacht. Die Bäder waren für Kinder und Jugendliche im Alter von sechs bis vierzehn Jahren bestimmt, von denen die Badeanstalten im Sommer (Juni bis August) unentgeltlich benutzt werden durften, allerdings nur an Wochentagen. Erwachsenen war der Zutritt nicht oder nur beschränkt (ohne Bademöglichkeit, nur im Kleinkinderbereich als Aufsichtsperson) erlaubt. Die Becken wurden beinahe ausnahmslos mit Hochquellwasser gefüllt, waren allerdings maximal 60 cm tief, wodurch richtiges Schwimmen kaum möglich war.

## Geschichte

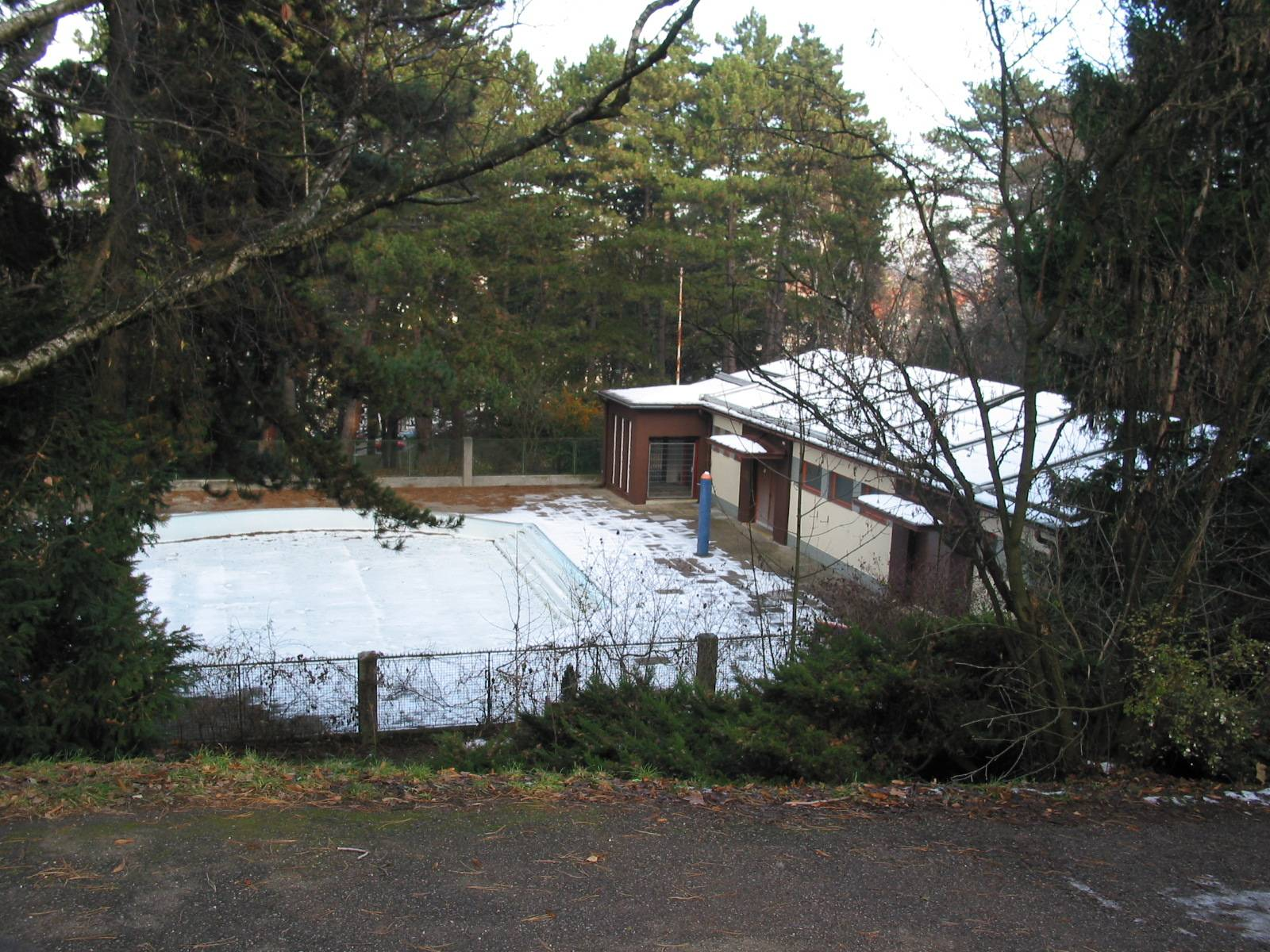
Kinderfreibad im Hugo-Wolf-Park

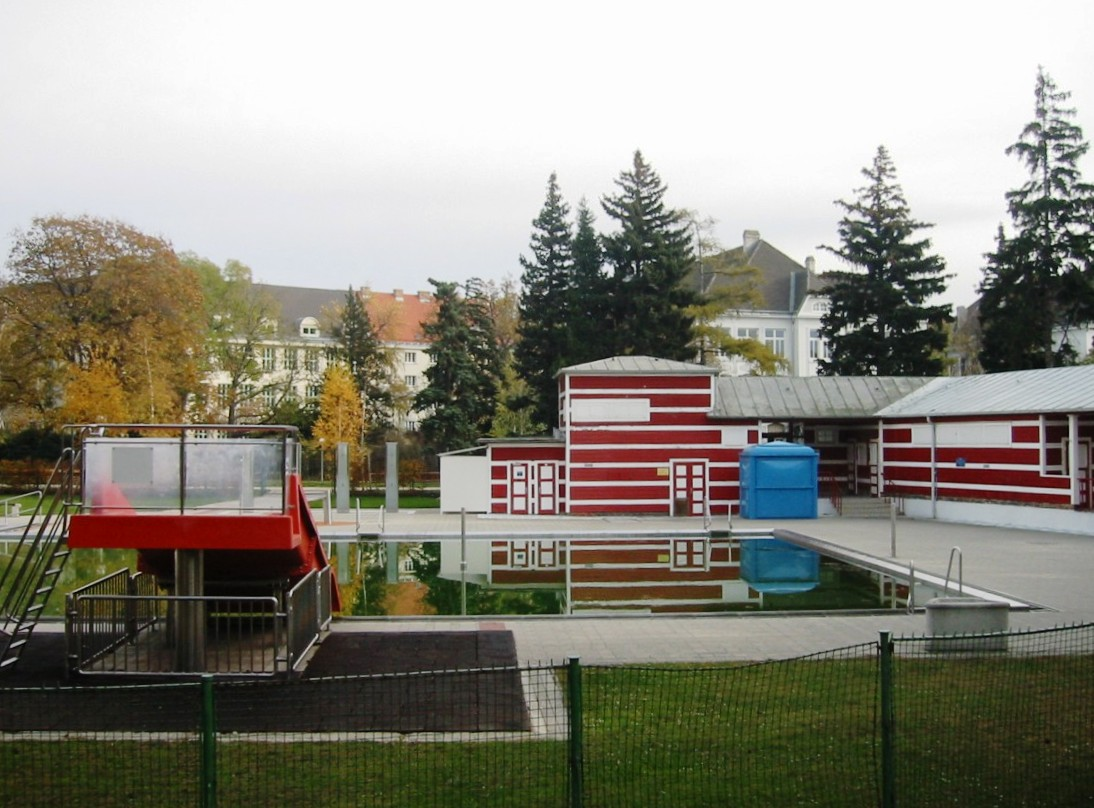
Kinderfreibad im Herderpark

Als erster Vorläufer der Kinderfreibäder könnte das Hütteldorfer Staubecken im Jahre 1917 bezeichnet werden, wo Kinder damals kostenlos baden durften. Das erste richtige Kinderfreibad entstand in Floridsdorf, danach wurden 1919 jene im heutigen Auer-Welsbach-Park (anstelle eines bereits existierenden Zierteiches) und an der Simmeringer Geiselbergstraße (in einem Abschnitt des ehemaligen Wiener Neustädter Kanals) erbaut. Zwei weitere wurden im Schweizergarten (1923) und im Türkenschanzpark in Währing (1926) errichtet. Im Schweizergarten wurde dazu ein Zierteich umgebaut. 1923 wurde der Vorplatz des Wasserbehälters Steinhof der Hochquellenwasserleitung nach Plänen von Erich Franz Leischner, der schon den Behälter geplant hatte, zum Kinderfreibad Gallitzinberg umgebaut. Im Jahre 1928 gab es in Wien schon 18 Kinderfreibäder, die in diesem Jahr 1,2 Millionen Besucher zählten.
Als der Zweite Weltkrieg ausbrach, verfügte die Gemeinde Wien über 23 Kinderfreibäder. Sie wurden im Krieg vernachlässigt und zum Teil schwer beschädigt. Erst Anfang der 1950er Jahre konnten die meisten Anlagen ihren Betrieb wieder aufnehmen, und bis zum Beginn der siebziger Jahre wurden noch zehn weitere Kinderfreibäder errichtet. 1972 wurde die Rekordzahl von 32 Kinderfreibädern erreicht. In einigen der Bäder wurden auch Schwimmbecken für Jugendliche zusätzlich zu den alten Planschbecken gebaut. Durch die Errichtung von Badeanstalten mit Erlebnisbereich und die veränderten Freizeitgewohnheiten verloren die Kinderfreibäder ihre Attraktivität, die noch dazu oft technische Mängel aufwiesen und sich teils in desolatem Zustand befanden. Die Stadt Wien entschloss sich dazu, die Bäder entweder aufzulassen oder zu renovieren. Daher wurde begonnen, alte Kinderfreibäder zu „Familienbädern“ mit kleinem Erlebnisbereich umzubauen, ein schönes Beispiel dafür ist das Kinderfreibad am Hofferplatz im 16. Gemeindebezirk, das 2002 rundum erneuert wurde. Das Kinderfreibad im Pezzlpark (17. Bezirk) wurde mit dem benachbarten Jörgerbad zusammengeschlossen und ergänzt nun das Hallenbad mit einem Freibereich.
2007 wurde das Bad am Max-Winter-Platz geschlossen und im darauffolgenden Jahr das Gebäude zur Nachnutzung als Grätzelzentrum Stuwerviertel umgebaut. Im Jänner 2009 wurde das 1929 errichtete und in den 1990er Jahren generalsanierte und denkmalgeschützte Gebäude des Bades im Herderpark durch einen Brand schwer beschädigt und abgerissen. Das Holzgebäude wurde im Einvernehmen mit dem Bundesdenkmalamt rekonstruiert, im Juli 2009 erfolgte die Wiedereröffnung des Bades.
Zurzeit (Stand 2023) gibt es 11 Familienbäder in Wien, sie sind für Kinder und Jugendliche bis 14 Jahren immer noch gratis. Erwachsene Begleitpersonen bei Kleinkindern sind erwünscht, sie zahlen zurzeit 3,90 Euro Eintritt. Die Badeanstalten sind von Montag bis Sonntag geöffnet, die Saison beginnt in der Regel Anfang Mai und endet Mitte September.

## Standorte der Familienbäder
2., Augarten, Eingang Karl-Meißl-Straße
Koordinaten: 48° 13′ 41″ N, 16° 22′ 25″ O
3., Schweizergarten, Eingang Kleistgasse
Koordinaten: 48° 11′ 17″ N, 16° 23′ 19″ O
5., Einsiedlerpark, Eingang Einsiedlerplatz
Koordinaten: 48° 11′ 8,6″ N, 16° 20′ 58,4″ O
10., Ecke Gudrunstraße/Absberggasse
Koordinaten: 48° 10′ 33″ N, 16° 23′ 24″ O
11., Herderpark, Herderplatz
Koordinaten: 48° 10′ 21,4″ N, 16° 24′ 36″ O
14., Ecke Reinlgasse/Märzstraße
Koordinaten: 48° 11′ 46″ N, 16° 28′ 42″ O
16., Hofferplatz
Koordinaten: 48° 12′ 32″ N, 16° 16′ 59″ O
18., Währingerpark, Eingang Semperstraße
Koordinaten: 48° 13′ 53″ N, 16° 20′ 55″ O
19., Hugo-Wolf-Park, Eingang Dänenstraße
Koordinaten: 48° 14′ 23″ N, 16° 20′ 1″ O
21., Stammersdorf, Ecke Luckenschwemmgasse/Josef-Flandorfer-Straße
Koordinaten: 48° 18′ 1″ N, 16° 24′ 36″ O
21., Strebersdorf, Roda-Roda-Gasse
Koordinaten: 48° 17′ 35″ N, 16° 23′ 3″ O
- Karte mit allen Koordinaten:
- OSM |
- WikiMap